# Alpenvereinseinteilung der Ostalpen
L'Alpenvereinseinteilung der Ostalpen (expression allemande signifiant « Classification selon le Club alpin des Alpes orientales »), généralement abrégé en AVE, est la classification de Franz Grassler des Alpes orientales publiée en 1984 en 4 secteurs et 75 groupes.

## Caractéristiques
L'AVE est censée être une révision mise à jour du Moriggl-Einteilung der Ostalpen (classification Moriggl des Alpes orientales - du nom de son auteur, Josef Moriggl) de 1924.
L'AVE est officiellement adoptée par le Club alpin allemand et le Club alpin autrichien pour le classement des Alpes orientales.
Les quatre secteurs sont :
- Nördliche Ostalpen (Préalpes orientales septentrionales) ;
- Zentrale Ostalpen (Alpes orientales centrales) ;
- Südliche Ostalpen (Préalpes orientales méridionales) ;
- Westliche Ostalpen (Alpes orientales occidentales).

## Comparaison avec d'autres classifications
Le Partition des Alpes de 1926, outre ses indéniables mérites, avait le défaut d'être trop italocentrée et de ne pas prendre suffisamment en compte les secteurs alpins autrichiens, suisses et allemands.
L'AVE est plus attentive à la nature géologique et orographique des Alpes orientales.
La récente Subdivision orographique internationale unifiée du système alpin a repris une grande partie de la classification AVE. Les groupes de l'AVE correspondent très souvent aux sous-sections de la SOIUSA.

## Secteurs et groupes de l'AVE
| Numéro | Nom                                       | Secteur                             | Pays                          | Sommet le plus haut        | Altitude (m) | Photo                   |
| ------ | ----------------------------------------- | ----------------------------------- | ----------------------------- | -------------------------- | ------------ | ----------------------- |
| 1      | Massif du Bregenzerwald                   | Préalpes orientales septentrionales | Autriche                      | Glatthorn                  | 2 133        |                         |
| 2      | Alpes d'Allgäu                            | Préalpes orientales septentrionales | Allemagne Autriche            | Grosser Krottenkopf        | 2 656        |                         |
| 3a     | Massif de Lechquellen                     | Préalpes orientales septentrionales | Autriche                      | Grosse Wildgrubenspitze    | 2 753        |                         |
| 3b     | Alpes de Lechtal                          | Préalpes orientales septentrionales | Autriche                      | Parseierspitze             | 3 036        |                         |
| 4      | Wetterstein                               | Préalpes orientales septentrionales | Autriche Allemagne            | Zugspitze                  | 2 962        |                         |
| 5      | Karwendel                                 | Préalpes orientales septentrionales | Autriche Allemagne            | Birkkarspitze              | 2 749        |                         |
| 6      | Alpes de Brandenberg                      | Préalpes orientales septentrionales | Autriche                      | Hochiss                    | 2 299        |                         |
| 7a     | Alpes d'Ammergau                          | Préalpes orientales septentrionales | Allemagne Autriche            | Daniel                     | 2 340        |                         |
| 7b     | Alpes bavaroises                          | Préalpes orientales septentrionales | Allemagne Autriche            | Krottenkopf                | 2 086        |                         |
| 8      | Kaisergebirge                             | Préalpes orientales septentrionales | Autriche                      | Ellmauer Halt              | 2 344        |                         |
| 9      | Massifs de Lofer et Leogang               | Préalpes orientales septentrionales | Autriche                      | Birnhorn                   | 2 634        |                         |
| 10     | Alpes de Berchtesgaden                    | Préalpes orientales septentrionales | Autriche Allemagne            | Hochkönig                  | 2 941        |                         |
| 11     | Alpes du Chiemgau                         | Préalpes orientales septentrionales | Allemagne Autriche            | Sonntagshorn               | 1 961        |                         |
| 12     | Alpes salzbourgeoises                     | Préalpes orientales septentrionales | Autriche                      | Hundstein                  | 2 117        |                         |
| 13     | Massif de Tennen                          | Préalpes orientales septentrionales | Autriche                      | Raucheck                   | 2 430        |                         |
| 14     | Massif du Dachstein                       | Préalpes orientales septentrionales | Autriche                      | Hoher Dachstein            | 2 995        |                         |
| 15     | Massif mort                               | Préalpes orientales septentrionales | Autriche                      | Grosser Priel              | 2 515        |                         |
| 16     | Alpes d'Ennstal                           | Préalpes orientales septentrionales | Autriche                      | Hochtor                    | 2 369        |                         |
| 17a    | Massif du Salzkammergut                   | Préalpes orientales septentrionales | Autriche                      | Gamsfeld                   | 2 027        |                         |
| 17b    | Préalpes de Haute-Autriche                | Préalpes orientales septentrionales | Autriche                      | Hoher Nock                 | 1 963        |                         |
| 18     | Massif du Hochschwab                      | Préalpes orientales septentrionales | Autriche                      | Hochschwab                 | 2 277        |                         |
| 19     | Alpes de Mürzsteg                         | Préalpes orientales septentrionales | Autriche                      | Hohe Veitsch               | 1 981        |                         |
| 20     | Rax et Schneeberg                         | Préalpes orientales septentrionales | Autriche                      | Schneeberg                 | 2 076        |                         |
| 21     | Alpes d'Ybbstal                           | Préalpes orientales septentrionales | Autriche                      | Hochstadl                  | 1 919        |                         |
| 22     | Alpes de Türnitz                          | Préalpes orientales septentrionales | Autriche                      | Grosser Sulzberg           | 1 400        |                         |
| 23     | Alpes de Gutenstein                       | Préalpes orientales septentrionales | Autriche                      | Reisalpe                   | 1 399        |                         |
| 24     | Wienerwald                                | Préalpes orientales septentrionales | Autriche                      | Schöpfl                    | 893          |                         |
| 25     | Rätikon                                   | Alpes orientales centrales          | Suisse Autriche Liechtenstein | Schesaplana                | 2 964        |                         |
| 26     | Silvretta                                 | Alpes orientales centrales          | Suisse Autriche               | Piz Linard                 | 3 411        |                         |
| 27     | Massif de Samnaun                         | Alpes orientales centrales          | Autriche Suisse               | Muttler                    | 3 294        |                         |
| 28     | Massif de Verwall                         | Alpes orientales centrales          | Autriche                      | Hoher Riffler              | 3 168        |                         |
| 29     | Chaîne de Sesvenna                        | Alpes orientales centrales          | Suisse Italie Autriche        | Piz Sesvenna               | 3 204        |                         |
| 30     | Alpes de l'Ötztal                         | Alpes orientales centrales          | Autriche Italie               | Wildspitze                 | 3 768        |                         |
| 31     | Alpes de Stubai                           | Alpes orientales centrales          | Autriche Italie               | Zuckerhütl                 | 3 507        |                         |
| 32     | Alpes sarentines                          | Alpes orientales centrales          | Italie                        | Punta Cervina              | 2 781        |                         |
| 33     | Alpes de Tux                              | Alpes orientales centrales          | Autriche                      | Lizumer Reckner            | 2 884        |                         |
| 34     | Alpes de Kitzbühel                        | Alpes orientales centrales          | Autriche                      | Kreuzjoch                  | 2 558        |                         |
| 35     | Alpes de Zillertal                        | Alpes orientales centrales          | Autriche Italie               | Gran Pilastro (Hochfeiler) | 3 510        |                         |
| 36     | chaînon de Venise                         | Alpes orientales centrales          | Autriche                      | Grossvenediger             | 3 666        | Großvenediger (3.666 m) |
| 37     | chaînon de Rieserfern                     | Alpes orientales centrales          | Italie Autriche               | Hochgall                   | 3 436        |                         |
| 38     | chaînon des montagnes de Villgrat         | Alpes orientales centrales          | Autriche Italie               | Weisse Spitze              | 2 962        |                         |
| 39     | chaînon de Granatspitze                   | Alpes orientales centrales          | Autriche                      | Großer Muntanitz           | 3 232        |                         |
| 40     | chaînon de Glockner                       | Alpes orientales centrales          | Autriche                      | Großglockner               | 3 798        |                         |
| 41     | chaînon de Schober                        | Alpes orientales centrales          | Autriche                      | Petzeck                    | 3 283        |                         |
| 42     | chaînon de Goldberg                       | Alpes orientales centrales          | Autriche                      | Hocharn                    | 3 254        |                         |
| 43     | chaînon de Kreuzeck                       | Alpes orientales centrales          | Autriche                      | Mölltaler Polinik          | 2 784        |                         |
| 44     | chaînon d’Ankogel                         | Alpes orientales centrales          | Autriche                      | Hochalmspitze              | 3 360        |                         |
| 45a    | chaînon du Radstädter Tauern              | Alpes orientales centrales          | Autriche                      | Weisseck                   | 2 711        |                         |
| 45b    | chaînon du Schladminger Tauern            | Alpes orientales centrales          | Autriche                      | Hochgolling                | 2 862        |                         |
| 45c    | chaînon des Wölzer et Rottenmanner Tauern | Alpes orientales centrales          | Autriche                      | Rettlkirchspitze           | 2 475        |                         |
| 45d    | chaînon du Seckauer Tauern                | Alpes orientales centrales          | Autriche                      | Geierhaupt                 | 2 417        |                         |
| 46a    | Alpes de Gurktal                          | Alpes orientales centrales          | Autriche                      | Eisenhut                   | 2 441        |                         |
| 46b    | Alpes de Lavanttal                        | Alpes orientales centrales          | Autriche Slovénie             | Zirbitzkogel               | 2 396        |                         |
| 47     | Préalpes à l'est de la Mur                | Alpes orientales centrales          | Autriche                      | Stuhleck                   | 1 782        |                         |
| 48a    | Ortles-Cevedale                           | Préalpes orientales méridionales    | Italie Suisse                 | Ortles                     | 3 905        |                         |
| 48b    | Sobretta-Gavia                            | Préalpes orientales méridionales    | Italie                        | Monte Sobretta             | 3 296        |                         |
| 48c    | Massif de Non                             | Préalpes orientales méridionales    | Italie                        | Monte Luco                 | 2 434        |                         |
| 49     | Adamello-Presanella                       | Préalpes orientales méridionales    | Italie                        | Cima Presanella            | 3 556        |                         |
| 50     | Montagnes autour du lac de Garde          | Préalpes orientales méridionales    | Italie                        | Monte Cadria               | 2 254        |                         |
| 51     | Massif de Brenta                          | Préalpes orientales méridionales    | Italie                        | Cima Brenta                | 3 150        |                         |
| 52     | Dolomites                                 | Préalpes orientales méridionales    | Italie                        | Marmolada                  | 3 343        |                         |
| 53     | Alpes de Fiemme                           | Préalpes orientales méridionales    | Italie                        | Cima d'Asta                | 2 847        |                         |
| 54     | Préalpes vicentines                       | Préalpes orientales méridionales    | Italie                        | Cima Dodici                | 2 336        |                         |
| 55     | Jusqu'en 1984 : Préalpes bellunèses       |                                     |                               |                            |              |                         |
| 56     | Alpes de Gailtal                          | Préalpes orientales méridionales    | Autriche                      | Grosse Sandspitze          | 2 770        |                         |
| 57a    | Alpes carniques                           | Préalpes orientales méridionales    | Italie Autriche               | Monte Coglians             | 2 780        |                         |
| 57b    | Préalpes carniques                        | Préalpes orientales méridionales    | Italie                        | Cima dei Preti             | 2 706        |                         |
| 58     | Alpes juliennes                           | Préalpes orientales méridionales    | Slovénie Italie               | Triglav                    | 2 864        |                         |
| 59     | Caravanche Pohorje                        | Préalpes orientales méridionales    | Autriche Slovénie Italie      | Hochstuhl Črni Vrh         | 2 237 1 543  |                         |
| 60     | Alpes kamniques                           | Préalpes orientales méridionales    | Slovénie Autriche             | Grintovec                  | 2 558        |                         |
| 61     | Montagne non-alpines en Autriche          |                                     |                               |                            |              |                         |
| 62     | Montagne non-alpines en Allemagne         |                                     |                               |                            |              |                         |
| 63     | Chaîne de Plessur                         | Alpes orientales occidentales       | Suisse                        | Aroser Rothorn             | 2 980        |                         |
| 64     | Chaîne de l'Oberhalbstein                 | Alpes orientales occidentales       | Suisse Italie                 | Piz Platta                 | 3 392        |                         |
| 65     | Chaîne de l'Albula                        | Alpes orientales occidentales       | Suisse                        | Piz Kesch                  | 3 418        |                         |
| 66     | Chaîne de la Bernina                      | Alpes orientales occidentales       | Italie Suisse                 | Piz Bernina                | 4 049        |                         |
| 67     | Chaîne de Livigno                         | Alpes orientales occidentales       | Italie Suisse                 | Cima de Piazzi             | 3 439        |                         |
| 68     | Alpes et Préalpes bergamasques            | Alpes orientales occidentales       | Italie                        | Pizzo di Coca              | 3 052        |                         |